# 3776 Vartiovuori
A 3776 Vartiovuori (ideiglenes jelöléssel 1938 GG) a Naprendszer kisbolygóövében található aszteroida. Heikki A. Alikoski fedezte fel 1938. április 5-én.